# Керітаун (Міссурі)
Керітаун (англ. Carytown) — селище (англ. village) в США, в окрузі Джеспер штату Міссурі. Населення — 287 осіб (2020).

## Географія
Керітаун розташований за координатами 37°15′42″ пн. ш. 94°20′4″ зх. д. / 37.26167° пн. ш. 94.33444° зх. д. (37.261600, -94.334407).  За даними Бюро перепису населення США в 2010 році селище мало площу 37,45 км², уся площа — суходіл.

## Демографія
Згідно з переписом 2010 року, у місті мешкала 271 особа в 99 домогосподарствах у складі 81 родини. Густота населення становила 7 осіб/км².  Було 109 помешкань (3/км²).
Расовий склад населення:
| - 95,6 % — білих - 3,7 % — осіб інших рас |

До двох чи більше рас належало 0,7 %. Частка іспаномовних становила 5,5 % від усіх жителів.
За віковим діапазоном населення розподілялося таким чином: 26,2 % — особи молодші 18 років, 58,7 % — особи у віці 18—64 років, 15,1 % — особи у віці 65 років та старші. Медіана віку мешканця становила 40,9 року. На 100 осіб жіночої статі у місті припадало 116,8 чоловіків;  на 100 жінок у віці від 18 років та старших — 115,1 чоловіків також старших 18 років.
Середній дохід на одне домашнє господарство  становив 65 178 доларів США (медіана — 51 250), а середній дохід на одну сім'ю — 72 600 доларів (медіана — 59 464). Медіана доходів становила 39 375 доларів для чоловіків та 36 667 доларів для жінок. За межею бідності перебувало 11,9 % осіб, у тому числі 14,6 % дітей у віці до 18 років та 2,2 % осіб у віці 65 років та старших.
Цивільне працевлаштоване населення становило 124 особи. Основні галузі зайнятості: виробництво — 17,7 %, освіта, охорона здоров'я та соціальна допомога — 17,7 %, роздрібна торгівля — 16,9 %.